# Anamecia candida
Anamecia candida är en fjärilsart som beskrevs av Charles Boursin 1964. Anamecia candida ingår i släktet Anamecia och familjen nattflyn. Inga underarter finns listade i Catalogue of Life.